# Amata albicornis
Amata albicornis är en fjärilsart som beskrevs av Rothschild 1910. Amata albicornis ingår i släktet Amata och familjen björnspinnare. Inga underarter finns listade i Catalogue of Life.